# Зупан, Александр
Александр Зу́пан (нем. Alexander Supan; 3 марта 1847, Иннихен — 1920) — австрийский географ и метеоролог.

## Биография
Учился в Граце, Вене, Халле, Лейпциге. С 1877 г. преподавал в Черновицком университете, с 1880 г. профессор. С 1884 г. жил в городе Гота, был редактором авторитетного географического журнала «Petermanns Geographische Mittheilungen» (до 1909 г.).

## Научные труды
Главные труды Зупана, изданные отдельно: «Statistik der unteren Luftströmungen» и «Grundzüge der physischen Erdkunde». В «Peterm. Mitth. Jahreszeitl. Verteilung der Niederschläge» (1890) и «Die Arktische Windscheide» (1891) поместил множество рецензий по физической географии, метеорологии и геологии. Был также автором учебника географии для австрийских школ (первое издание 1880).

## Награды
- Медаль Котениуса (1904)